# Art Rochester
Arthur „Art“ Rochester (* 25. Februar 1944 in Los Angeles, Kalifornien) ist ein US-amerikanischer Tontechniker.

## Leben
Art Rochester arbeitet seit den 1970er-Jahren an zahlreichen US-amerikanischen Filmen mit. Zu seinen ersten Filmen zählen Paulmichael Miekhes Thriller Maxie und Gimme Shelter, ein Dokumentarfilm über die Rolling Stones. Es folgten Filme wie George Lucas’ American Graffiti und Francis Ford Coppolas Der Dialog. Für letzteren gewann er 1975 den BAFTA Award und wurde gemeinsam mit Walter Murch für den Oscar in der Kategorie Bester Ton nominiert. Für Die Körperfresser kommen erhielt er 1979 den Saturn Award der Academy of Science Fiction, Fantasy & Horror Films.
Zwischen 1978 und 2003 war Rockester der zuständige Tontechniker in neun Filmen mit Jack Nicholson. Er arbeitete unter anderem mit Regisseuren wie Jerry Schatzberg, Cameron Crowe, Peter Weir und Hal Ashby.
Gemeinsam mit Wayne Artman, Tom Beckert und Tom E. Dahl war er bei der Oscarverleihung 1988 für  Die Hexen von Eastwick nominiert. Weitere Nominierungen folgten bei der Oscarverleihung 1995 für Das Kartell, bei der Oscarverleihung 1997 für Con Air und bei der Oscarverleihung 2004 für Master & Commander – Bis ans Ende der Welt. Für Das Kartell nominiert ihn die US-amerikanische Cinema Audio Society in der Kategorie Bester Ton in einem Spielfilm. Für seine Arbeit an Master & Commander – Bis ans Ende der Welt prämierte man ihn mit dem Preis der Cinema Audio Society, dem Satellite Award und dem BAFTA Award.
Rochester ist Mitglied der Academy of Motion Picture Arts and Sciences, die jährlich den Oscar vergibt, der Cinema Audio Society und der Screen Actors Guild.

## Filmografie
- 1970: Maxie
- 1970: Gimme Shelter
- 1973: American Graffiti
- 1974: Der Dialog (The Conversation)
- 1975: Slashed Dreams
- 1976: Abschied von Manzanar (Farewell to Manzanar) (Fernsehfilm)
- 1978: Doctor Dracula
- 1978: The Last Waltz
- 1978: Der Galgenstrick (Goin’ South)
- 1978: Die Körperfresser kommen (Invasion of the Body Snatchers)
- 1979: Freedom Road (Fernsehfilm)
- 1980: On the Road Again (Honeysuckle Rose)
- 1981: Second-Hand Hearts
- 1981: Wenn der Postmann zweimal klingelt (The Postman Always Rings Twice)
- 1982: Grenzpatrouille (The Border)
- 1982: Poltergeist
- 1983: Bad Boys – Klein und gefährlich (Bad Boys)
- 1983: Zwei Superflaschen räumen auf (The Adventures of Bob & Doug McKenzie: Strange Brew)
- 1983: Projekt Brainstorm (Brainstorm)
- 1984: Der Songschreiber (Songwriter)
- 1984: Unverstanden (Misunderstood)
- 1984: Eine starke Nummer (No Small Affair)
- 1985: Die Ehre der Prizzis (Prizzi’s Honor)
- 1986: Touch and Go
- 1986: Red Headed Stranger
- 1987: Die Hexen von Eastwick (The Witches of Eastwick)
- 1988: Die Unschuld der Molly (Illegally Yours)
- 1988: Daddy’s Cadillac (License to Drive)
- 1989: Teen Lover (Say Anything...)
- 1989: Die Traumtänzer (Breaking In)
- 1990: The Two Jakes
- 1991: Late for Dinner
- 1991: Der Mann Ihrer Träume (The Butcher’s Wife)
- 1992: Singles – Gemeinsam einsam (Singles)
- 1992: Jennifer 8 (Jennifer Eight)
- 1993: Ich will mein Kind! (Desperate Rescue: The Cathy Mahone Story) (Fernsehfilm)
- 1993: Musik des Zufalls (The Music of Chance)
- 1993: Tina – What’s Love Got to Do with It? (What’s Love Got to Do with It)
- 1994: Mord unter Freunden (Murder Between Friends) (Fernsehfilm)
- 1994: Wolf – Das Tier im Manne (Wolf)
- 1994: Das Kartell (Clear and Present Danger)
- 1995: Der Indianer im Kühlschrank (The Indian in the Cupboard)
- 1997: Ein Mann – ein Mord (Grosse Pointe Blank)
- 1997: Ein neuer Tag im Paradies (Another Day in Paradise)
- 1997: Con Air
- 1998: Die Truman Show (The Truman Show)
- 1998: Leben und lieben in L.A. (Playing by Heart)
- 1999: The Art of a Bullet
- 1999: Inspektor Gadget (Inspector Gadget)
- 1999: Knocked Out – Eine schlagkräftige Freundschaft (Play It to the Bone)
- 2000: Mission: Impossible II
- 2001: Impostor
- 2002: Collateral Damage – Zeit der Vergeltung (Collateral Damage)
- 2002: About Schmidt
- 2003: Master & Commander – Bis ans Ende der Welt (Master and Commander: The Far Side of the World)
- 2003: Was das Herz begehrt (Something’s Gotta Give)
- 2004: Final Call – Wenn er auflegt, muss sie sterben (Cellular)
- 2005: Serenity – Flucht in neue Welten (Serenity)
- 2005: Domino (Domino)
- 2006: Déjà Vu – Wettlauf gegen die Zeit (Déjà Vu)